# ボルゴフランコ・ディヴレーア
ボルゴフランコ・ディヴレーア（伊: Borgofranco d'Ivrea）は、イタリア共和国ピエモンテ州トリノ県にある、人口約3,600人の基礎自治体（コムーネ）。

## 地理

### 位置・広がり

#### 隣接コムーネ
隣接するコムーネは以下の通り。
- アンドラーテ
- ブロッソ
- キアヴェラーノ
- レッソロ
- モンタルト・ドーラ
- ノマーリオ
- クアッソーロ
- セッティモ・ヴィットーネ

## 行政

### 分離集落
ボルゴフランコ・ディヴレーアには、以下の分離集落（フラツィオーネ）がある。
- Bajo Dora, Biò, Campagnola, Ivozio, San Germano